# 平田了三
平田　了三（ひらた りょうぞう、1983年3月17日 - ）は、日本の俳優・格闘家。福岡県出身。身長は166cm、血液型はA型。

## 人物
- 特技は、空手・歴史雑学・水泳
- 資格・免許は、空手5段・・中型自動二輪・中型自動車・高校教員免許・心理カウンセラー・学芸員資格

## 出演

### 映画
- 荒くれKING（2014年11月30日公開）